# USS Kitty Hawk (CV-63)
USS Kitty Hawk (CV-63) foi um super-porta-aviões norte-americano da Classe Kitty Hawk, sendo o líder de sua classe até seu descomissionamento.
Entrou em operações em abril de 1961, tendo participado a Guerra do Vietnam e foi aposentado em 12 de maio de 2009.

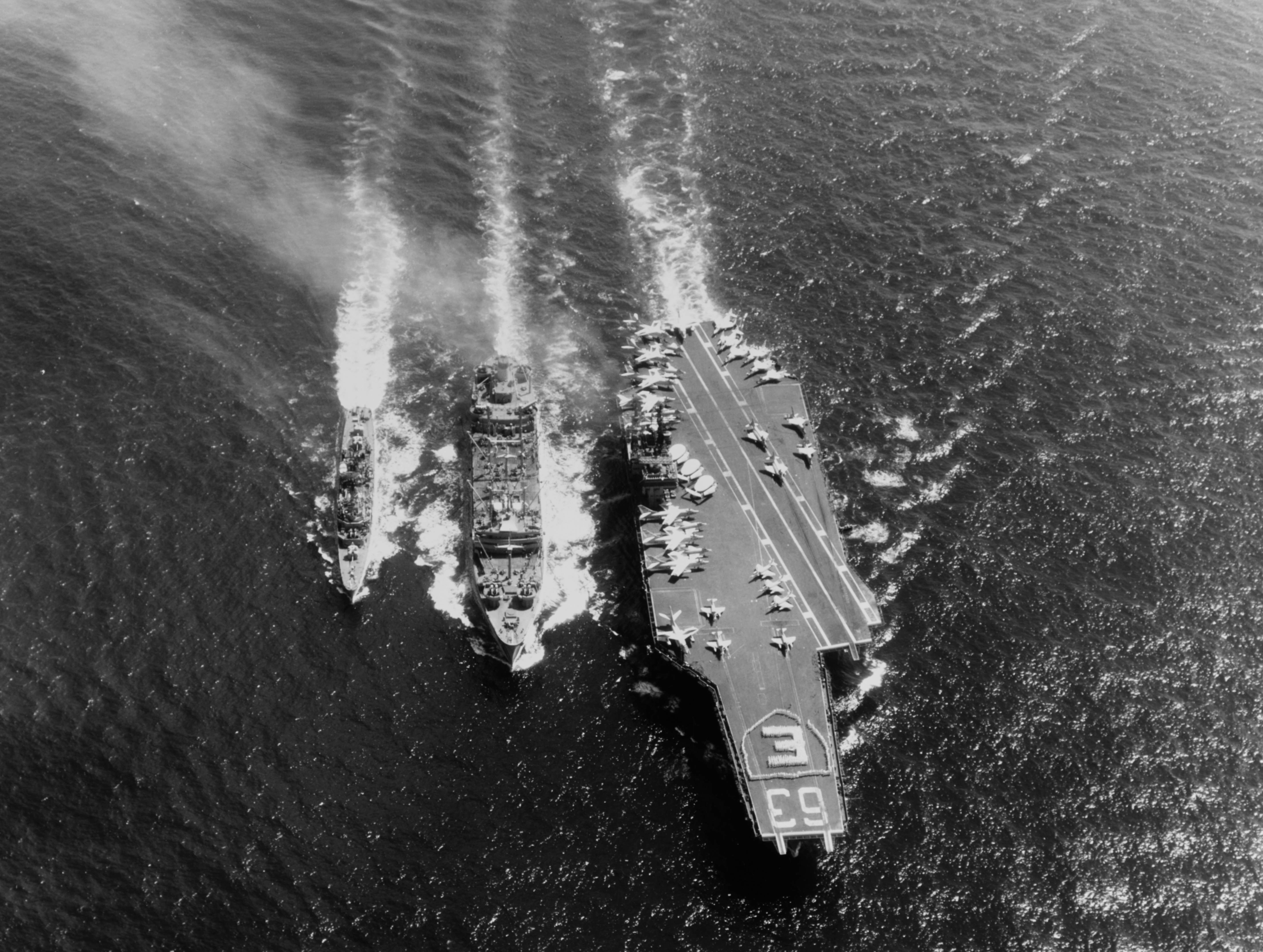
O Kitty Hawk e o contratorpedeiro USS Turner Joy reabastecendo do USS Kiwishiwi em 1964.
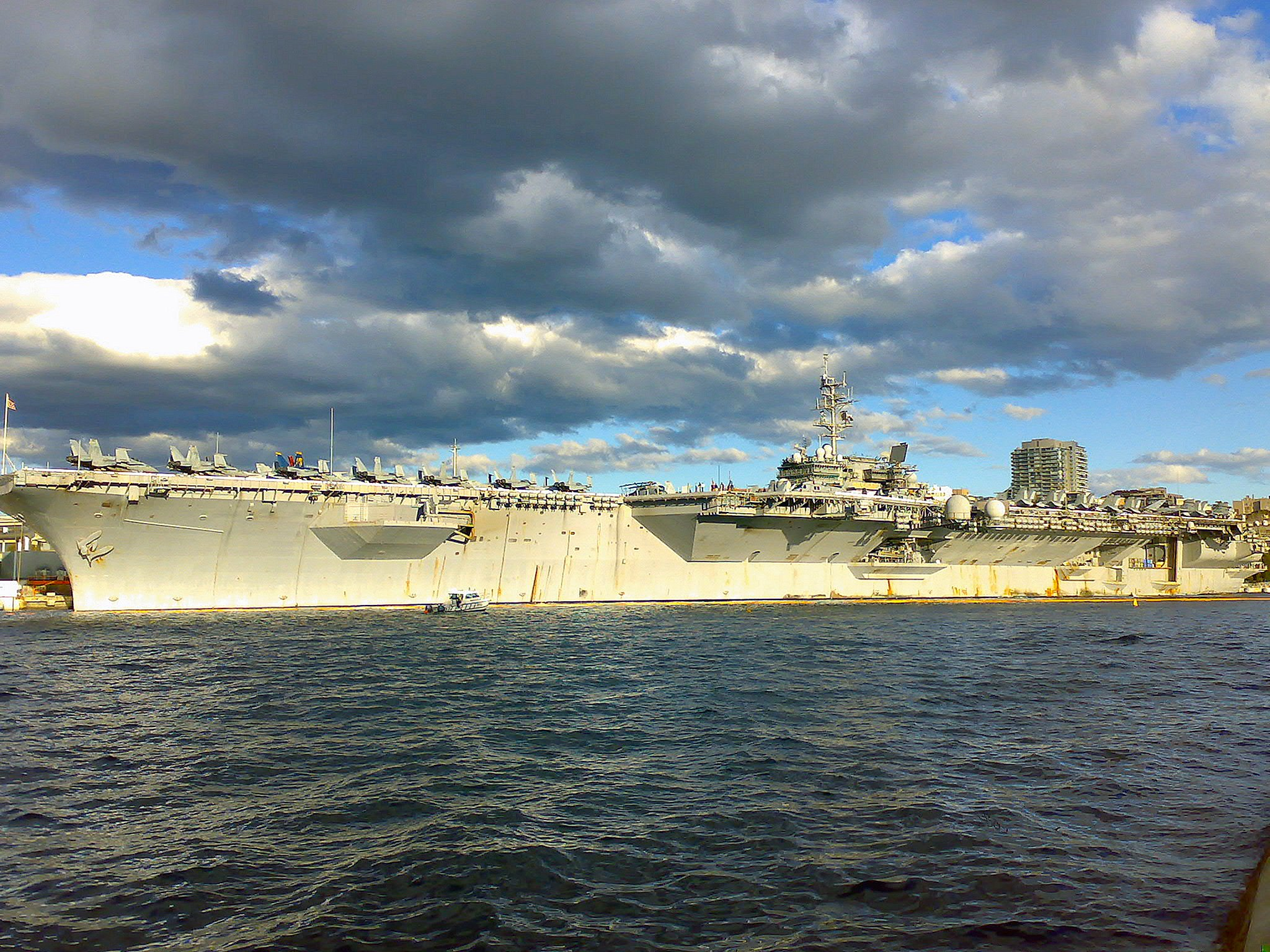
Kitty Hawk no Porto de Sydney, 2007.

## Prêmios e condecorações
|                                                                     |                           |                                                                     |  |
| Silver star                                                         | Bronze star · Bronze star |                                                                     |  |
| Bronze star · Bronze star · Bronze star                             | Bronze star · Bronze star | Silver star · Silver star · Silver star                             |  |
| Silver star · Silver star · Silver star · Bronze star               | Bronze star               |                                                                     |  |
|                                                                     | Bronze star               | Silver star · Silver star · Silver star · Bronze star · Bronze star |  |
| Silver star · Bronze star · Bronze star · Bronze star · Bronze star |                           |                                                                     |  |

| Presidential Unit Citation \| Joint Meritorious Unit Award |                                                   |                                                  |
| Navy Unit Commendation com 5 estrelas                      | Meritorious Unit Commendation com 2 estrelas      | Navy E Ribbon with 3 Battle 'E' Devices          |
| Navy Expeditionary Medal com 3 estrelas                    | National Defense Service Medal com 2 estrelas     | Armed Forces Expeditionary Medal com 15 estrelas |
| Vietnam Service Medal com 16 estrelas                      | Southwest Asia Service Medal com 1 estrelas       | Global War on Terrorism Expeditionary Medal      |
| Global War on Terrorism Service Medal                      | Humanitarian Service Medal com 1 estrelas         | Sea Service Deployment Ribbon com 17 estrelas    |
| Navy/Marine Corps Overseas Service Medal com 9 estrelas    | Republic of Vietnam Gallantry Cross Unit Citation | Republic of Vietnam Campaign Medal               |